# Mas Satlle
El Mas Satlle és una masia del municipi de Vilajuïga (Alt Empordà) inclosa en l'Inventari del Patrimoni Arquitectònic de Catalunya.
És a l'est del nucli urbà de Vilajuïga, al paratge del mas d'en Satlle. S'hi accedeix mitjançant un trencall a mà dreta des de la carretera GI-610, en direcció a la població de Pau. El mas, a uns 500 metres a l'est del nucli del poble de Vilajuïga, és al cim d'una eminència rocosa, granítica; els afloraments que hi havia enfront de la façana sud han estat en bona part anivellats. A llevant del pujol, en un fondal, hi discorre el torrent dit Rec d'En Salla, que és limítrof entre els termes municipals de Pau i Vilajuïga.
És un mas format per la successió de cossos adossats, que li proporcionen una planta allargada i rectangular. L'edifici principal se situa a l'est del conjunt i està distribuït en planta baixa i pis, amb la teulada a dos vessants. Fou ampliat vers l'oest mitjançant un altre cos de planta rectangular, amb coberta a dues aigües de teula, distribuït en planta baixa i dos pisos d'alçada. A ponent d'aquest cos s'hi construïren unes dependències rectangulars i d'una sola planta, amb la coberta a dos vessants, les quals presenten un altre cos adossat vers el nord.
La façana principal, orientada al sud, posseeix un porxo davanter delimitat per tres arcs de mig punt bastits amb maons i està cobert per dues voltes d'aresta també de maons. Damunt del porxo hi ha una àmplia terrassa a l'alçada del pis. La porta és d'arc de mig punt i al pis hi ha dues finestres i una porta d'arc rebaixat, bastides amb maons. La resta d'obertures d'aquesta façana també són d'arc rebaixat i maons, majoritàriament restituïdes. Destaquen els quatre balcons del cos central, dels quals els dos superiors són amb llosana. La façana nord presenta una porta amb llinda monolítica de pedra i motllures a l'intradós, precedida d'una escala exterior. Les finestres estan emmarcades amb carreus i llindes de pedra, excepte les del sector oest que són bastides amb maons. Enfront d'aquest mur hi ha l'extensa era i, al costat nord-est, l'antic corral o pallissa totalment restituït. Es tracta d'un edifici aïllat de planta rectangular amb coberta a doble vessant, que presenta les obertures d'arc rebaixat bastides amb maons. Totes les construccions són fetes amb grans rebles i morter.
L'any 1887, al Mas Satlle de Vilajuïga hi vivien 6 persones.
La masia presentava en una de les portes, d'arc a nivell, una llinda monolítica de calcària en la qual figurava, pintat en vermell i en caràcters grans dels segles XVII o XVIII, el nom "SALVI SALLA".